# Банников, Николай Васильевич (партийный деятель)
Никола́й Васи́льевич Ба́нников (10 мая 1914, ст. Челкар, Иргизский уезд, Тургайская область, Российская империя — 10 декабря 2004, Москва, Россия) — советский государственный и партийный деятель. Первый секретарь Карагандинского обкома КП Казахстана (1964—1968). Первый секретарь Иркутского обкома КПСС (1968—1983).

## Биография
Родился 10 мая 1914 на станции Челкар Иргизского уезда Тургайской области Российской империи (ныне город Шалкар в составе Шалкарского района Актюбинской области Казахстана). Член ВКП(б) / КПСС с 1940. 

### Образование
Окончил Куйбышевский индустриальный институт в 1937. 

### Трудовая деятельность
Работал механиком, начальником цеха, главным механиком, заместителем директора завода № 102 в Чапаевске Куйбышевской области.
С 1944 года на партийной работе:
- 1944—1955 парторг завода № 102, заместитель секретаря обкома, заведующий отделом оборонной промышленности Куйбышевского обкома КПСС, 1-й секретарь Кировского райкома ВКП(б) Куйбышева (1946-48), заведующий отделом легкой промышленности (1948-52), машиностроения (1952-53), промышленно-транспортным отделом (1953-54), отделом строительства и строительных материалов Куйбышевского обкома КПСС,
- 1955—1959 — первый секретарь Куйбышевского горкома КПСС,
- 1959—1963 — второй секретарь Карагандинского обкома КП Казахстана,
- 1963—1964 — первый секретарь Карагандинского промышленного обкома КП Казахстана,
- 1964—1968 — первый секретарь Карагандинского обкома КП Казахстана.

С 1968 по 1983 год — первый секретарь Иркутского обкома КПСС. В это время были построены крупные промышленные объекты в Ангарске, Братске, Усть-Илимске. К этому периоду относится и строительство БАМа.
Кандидат в члены ЦК КПСС (1966—1971), член ЦК КПСС (1971—1986). Избирался депутатом Верховного Совета СССР 7—10 созывов.
С марта 1983 года — персональный пенсионер союзного значения, г. Москва.
Скончался 10 декабря 2004 года в г. Москве. Урна с прахом Н. В. Банникова хранится в секции 10 колумбария Троекуровского кладбища. 

## Награды
Награждён 3 орденами Ленина, 2 орденами Трудового Красного Знамени, орденом «Знак Почёта», медалями "За строительство Байкало-Амурской магистрали" и "За доблестный труд".